# Kaszgar (stacja kolejowa)
Kaszgar (chiń. 喀什站; pinyin Kāshén Zhàn) – stacja kolejowa w Kaszgarze, w regionie autonomicznym Sinciang, w Chińskiej Republice Ludowej. Jest najdalej na zachód wysuniętą stacją Chin oraz stacją końcową na linii Południowy Sinciang i Kaszgar – Hotan. Stacja znajduje się na północny wschód od miasta Kaszgar, i jest obsługiwana przez regularne pociągi pasażerskie do Urumczi przez Turpan. Stacja została otwarta w 1999.